# Angelo Menon
Angelo Menon (Verona, Vèneto, 29 de octubre de 1919 - 13 de diciembre de 2013) fue un ciclista italiano, que fue profesional entre 1940 y 1953. Las principales victorias como profesional fueron una etapa al Giro de Italia de 1951 y otra a la Vuelta en Cataluña de 1949.
El 25 de marzo de 1955 se nacionalizó francés.

## Palmarés
- 1947
  - Vencedor de una etapa al Circuito de Cantal
  - Vencedor de una etapa a la Grenoble-Turín
- 1949
  - Vencedor de una etapa en la Volta a Cataluña
- 1950
  - Vencedor de una etapa en la Tour de Argelia
- 1951
  - 1º en Mende
  - Vencedor de una etapa en el Giro de Italia
  - Vencedor de 2 etapas de la Vuelta a Marruecos
  - Vencedor de 2 etapas a la Tour de Argelia
- 1952
  - 1º en la Luxemburgo-Nancy

### Resultados en el Giro de Italia
- 1946. Abandona
- 1947. 10º de la clasificación general
- 1948. 12º de la clasificación general
- 1951. 33º de la clasificación general. Vencedor de una etapa